# شقراء قانونيا (فلم)
شقراء قانونيا (بالإنجليزية: Legally Blonde) هو فيلم كوميدي أمريكي صدر عام 2001، من إخراج روبرت لوكيتك ومن تأليف كارين مكالاه لوتز وكيرستن سميث. الفيلم من بطولة ريس ويذرسبون، لوك ويلسن، سلمى بلير، ماثيو ديفيس، فيكتور غاربر، و جينيفر كوليدج. قصة الفيلم مستوحاة من رواية بنفس الاسم للكاتبة أماندا براون.
تدور القصة حول فتاة اسمها إيل طالبة شقراء فاحشة الثراء، حاصلة على تاج ملكة الجمال للمدرسة، تتوقع أن صديقها وارنر هانتجتون الذي يدرس القانون في جامعة هارفارد سيطلب الزواج منها، إلا أنه يطلب منها إنهاء علاقتهما؛ لأنه يعتقد أنها غير جادة، كما أنها قد تعرقل مستقبله السياسي باستهتارها، فتقرر أن تذهب إلى هارفارد لدراسة القانون لتثبت له خطأه.

## طاقم التمثيل
- ريس ويذرسبون بدور إل وودز
- لوك ويلسن بدور إيميت ريتشموند
- ماثيو ديفيس بدور وارنر هنتنغتون الثالث
- سلمى بلير بدور فيفيان كنسينغتون
- فيكتور غاربر بدور البروفيسور كالاهان
- جينيفر كوليدج بدور بوليت بونافونتي
- هولند تايلور بدور البروفيسور سترومويل
- ألي لارتر بدور بروك تايلور-ويندهام
- جيسيكا كوفيل وألانا أوباك بدور مارغوت وسيرينا، أعز أصدقاء إل.
- أوز بيركينز بدور ديفيد كيدني
- ليندا إدنا كاردليني بدور تشاتني وندهام، ربيبة بروك.
- راكيل ولش بدور السيدة ويندهام-فاندرمارك، والدة تشاتني وزوجة السيد ويندهام السابقة.
- بروس توماس بدور عشيق بوليت وزوجها قريبا.
- جريج سيرانو بدور إنريكي سالفاتوري

## روابط خارجية
- مقالات تستعمل روابط فنية بلا صلة مع ويكي بيانات